# Rebelión de Cornualles de 1497

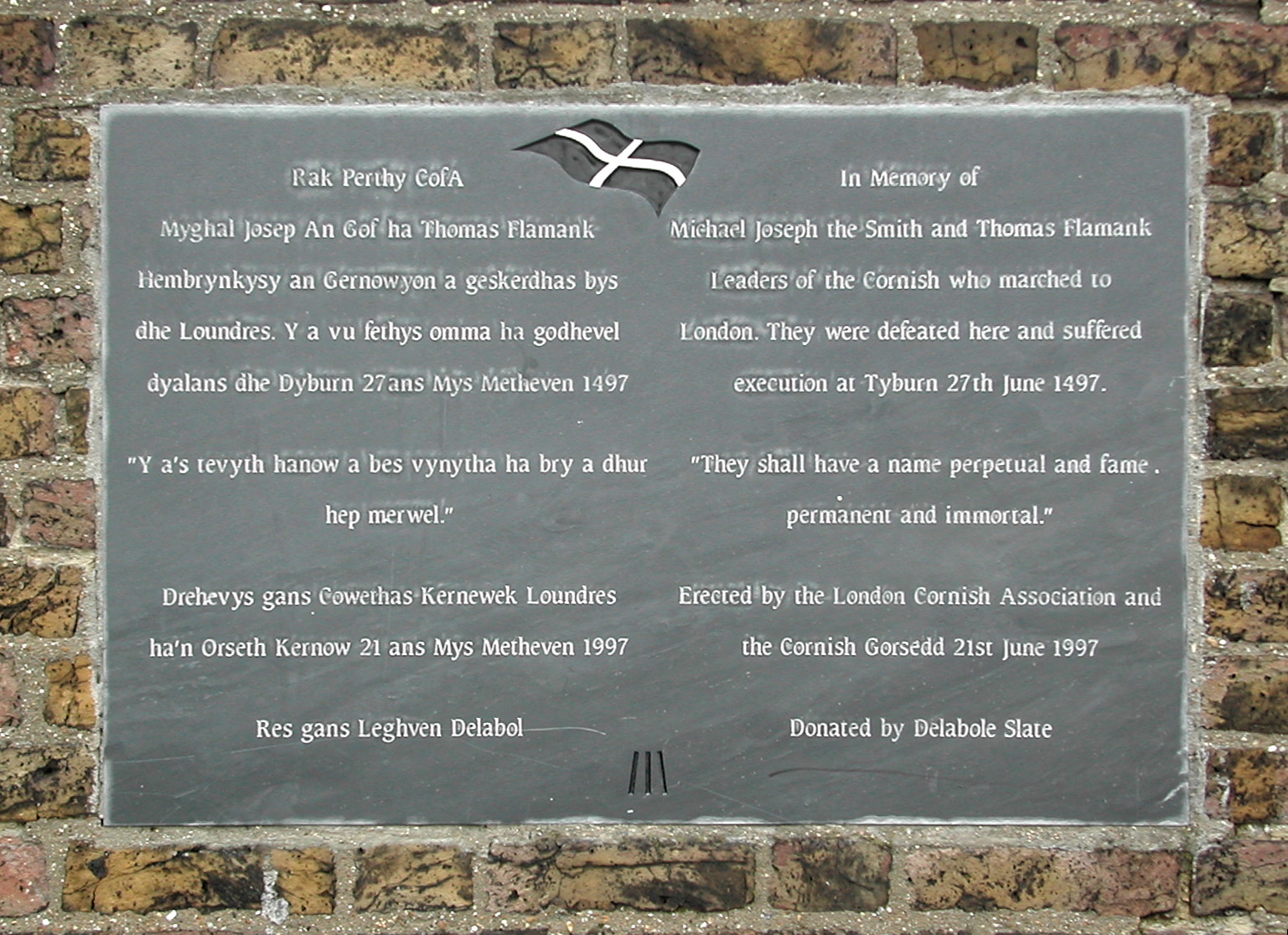
Placa conmemorativa en córnico e inglés de Michael Joseph the Smith (An Gof) y Thomas Flamank montada en el lado norte de Blackheath common, al sureste de Londres, cerca de la entrada sur de Greenwich Park.

La Rebelión de Cornualles de 1497 fue un levantamiento popular del pueblo de Cornualles en el extremo suroeste de Gran Bretaña. Su causa principal fue la respuesta del pueblo al aumento de los impuestos de guerra por el rey Enrique VII para pagar una campaña contra Escocia. Los mineros del estaño se enfurecieron cuando la subida de impuestos anuló los derechos anteriores concedidos por Eduardo I de Inglaterra al parlamento de los estañadores de Cornualles, que les eximía de todos los impuestos de décimos y quinceavos de la renta.

## Rebelión

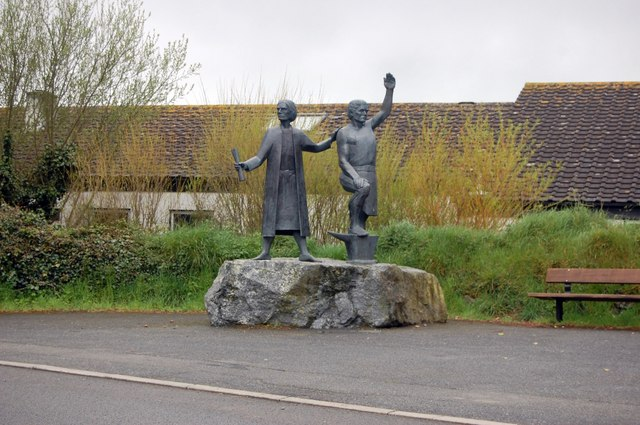
Estatua de Michael Joseph, el herrero y Thomas Flamank a las afueras de St. Keverne

En reacción al impuesto del rey Enrique VII, Michael Joseph (An Gof), un herrero de St Keverne y Thomas Flamank, un abogado de Bodmin, persuadieron a muchos de los habitantes de Cornualles para que se rebelaran contra el rey. Un ejército de 15.000 personas marchó hacia Devon, atrayendo apoyo en términos de provisiones y efectivos a medida que avanzaban. Aparte de un incidente aislado en Taunton, su marcha no estuvo acompañada de ningún tipo de violencia o saqueo. De Taunton se trasladaron a Wells, donde se les unió el séptimo Barón Audley, un soldado capaz.

### De Wells a Winchester y Kent
Después de emitir una declaración de quejas, el ejército abandonó Wells y marchó a Winchester vía Brístol y Salisbury, notablemente sin oposición a medida que avanzaban a través del sur de Inglaterra. En este punto, después de haber llegado tan lejos, parece que se ha cuestionado qué es exactamente lo que se debe hacer. Flamank propuso que se dirigieran a Kent, "el clásico suelo de protestas", el hogar de la Revuelta Campesina de 1381 y la rebelión de Jack Cade, para unir a los volátiles hombres de Kent a su bandera. Habiendo fracasado en atraer apoyo en Kent, parte del ejército abandonó la marcha y regresó a casa mientras que el resto se volvió hacia Surrey.

### En Surrey
Volviendo al oeste, el martes 13 de junio de 1497 el ejército de Cornualles llegó a Guildford. Aunque sorprendido por la escala de la revuelta, Enrique VII no había estado ocioso. El ejército de 8000 hombres reunidos para Escocia fue retirado. El mismo día que los córnicos llegaron a Guildford, Lord Daubeney y su ejército tomaron posición en Hounslow Heath y fueron aclamados por la llegada de la comida y el vino enviados por el alcalde de Londres.
La Corona decidió tomar la ofensiva y poner a prueba la fuerza y la determinación de las fuerzas de Cornualles. Lord Daubeney envió una fuerza de 500 lanceros montados y se enfrentaron con los cornualles en 'Gill Down' a las afueras de Guildford el miércoles 14 de junio de 1497.
El ejército de Cornualles abandonó Guildford y se trasladó a través de Banstead y Chussex Plain a Blackheath, donde acamparon por última vez, mirando desde la colina hacia el Támesis y la ciudad de Londres. De alguna manera, An Gof mantuvo unido a su ejército, pero ante las abrumadoras posibilidades, algunos córnicos desertaron y por la mañana solo quedaban entre 9.000 y 10.000 fornidos córnicos en armas.

## Batalla del Puente Deptford
La Batalla del Puente de Deptford (también conocida como Batalla de Blackheath) tuvo lugar el 17 de junio de 1497 en un lugar del actual sureste de Londres, cerca del río Ravensbourne, y fue el punto culminante de la Rebelión de Cornualles. Enrique VII tenía un ejército de unos 25.000 hombres y los córnicos carecían de las armas de apoyo de caballería y artillería esenciales para las fuerzas profesionales de la época. Después de difundir cuidadosamente los rumores de que atacaría el lunes siguiente, Henry se movió contra los córnicos en la madrugada del sábado (17 de junio de 1497). Las fuerzas reales se dividieron en tres "batallas", dos bajo los Señores Oxford, Essex y Suffolk, para rodear el flanco derecho y la retaguardia del enemigo mientras el tercero esperaba en la reserva. Cuando los córnicos fueron debidamente rodeados, Lord Daubeney y la tercera "batalla" fueron ordenados a un ataque frontal.

### La fuerza de Cornualles en el puente
En el puente de Deptford Strand, los sublevados habían colocado un cuerpo de arqueros para bloquear el paso del río. Aquí Daubeney tuvo un tiempo caluroso antes de que sus lanceros finalmente capturaran el cruce con algunas pérdidas (solo 8 hombres o hasta 300, dependiendo de la fuente). A causa de los malos consejos o de la inexperiencia, los córnicos no habían prestado apoyo a los hombres en el puente de Deptford Strand y el conjunto principal se encontraba en el brezal, cerca de la cima de la colina. Lord Daubeney y sus tropas se derramaron con fuerza y se enfrentaron al enemigo con gran vigor. Daubeney mismo se dejó llevar tanto que se aisló de sus hombres y fue capturado. Sorprendentemente, los córnicos simplemente lo liberaron y pronto regresó a la lucha.

### Continuación de la batalla
Las otras dos divisiones reales atacaron a los córnicos precisamente según lo planeado y, como Bacon lo dijo brevemente: mal armados y mal dirigidos, y sin caballo ni artillería, no tenían grandes dificultades para ser cortados en pedazos y puestos en fuga. Las estimaciones de los muertos de Cornualles oscilan entre 200 y 2000, y la masacre general del ejército roto ya estaba en marcha cuando un Gof dio la orden de rendición. Huyó, pero solo llegó a Greenwich antes de ser capturado. Los menos emprendedores Lord Audley y Thomas Flamank fueron llevados al campo de batalla.

### Repercusiones
A las 2 de la tarde, Enrique VII había regresado triunfante a la ciudad, haciendo de caballero de las fiestas que se merecían en el camino, para aceptar la aclamación del Alcalde y asistir a un servicio de acción de gracias en San Pablo.
A su debido tiempo, las severas sanciones monetarias, extraídas por los agentes de la Corona, empobrecieron secciones de Cornualles en los años venideros. Los prisioneros eran vendidos como esclavos y los bienes eran confiscados y entregados a súbditos más leales. El resto de los rebeldes que escaparon se fueron a casa y pusieron fin a la rebelión.
Un Gof y un Flamank fueron ejecutados en Tyburn, Londres, el 27 de junio de 1497. Se tiene constancia de que un Gof dijo antes de su ejecución que debía tener "un nombre perpetuo y una fama permanente e inmortal". Se citó a Thomas Flamank diciendo: "Di la verdad y sólo entonces podrás liberarte de tus cadenas". Audley, como un par del reino, fue decapitado el 28 de junio en Tower Hill, Londres.

## Quincentenario
En 1997, una estatua que representaba a los líderes de Cornualles, "Michael An Gof" y Thomas Flamank, fue descubierta en el pueblo natal de An Gof, St Keverne, y una placa conmemorativa también fue descubierta en Blackheath Common.